# Gemeiner Speckkäfer
Der Gemeine Speckkäfer (Dermestes lardarius) ist ein Käfer aus der Familie der Speckkäfer (Dermestidae).

## Merkmale
Gemeine Speckkäfer werden 7 bis 9,5 Millimeter lang und haben einen länglich, ovalen komplett beschuppten Körper. Kopf, Halsschild und die hintere Hälfte der Deckflügel sind schwarz, mit unregelmäßigen kleinen, hellen Flecken gefärbt, die vordere Hälfte der Deckflügel ist schmutzig weiß bis beige gefärbt. In diesen hellen Bereich sitzen mittig auf jeder Flügelhälfte drei dunkle bis rötliche Punkte, bei denen der mittlere etwas nach hinten versetzt ist. Entlang der Kante zum Halsschild kann man weiters auf beiden Deckflügeln einen Bereich der gleichen Farbe erkennen, der kurz vor dem Schildchen (Scutellum) endet. Die kurzen Fühler sind rot gefärbt und verdicken sich am Ende zu einer Keule.
Die Larven werden etwa doppelt so lang wie die Imagines und haben einen schlanken Körper. Sie tragen zahlreiche lange Borsten und am Abdomenende zwei kurze gekrümmte Enddorne.

## Vorkommen
Gemeine Speckkäfer sind auf der ganzen Welt verbreitet und zählen zu den Kulturfolgern. Man findet sie von den Niederungen bis in hohe Lagen, die noch menschlich bewohnt werden. Sie bewohnen fast ausschließlich menschliche Siedlungen, dort vor allem Gebäude wie zum Beispiel Lagerhäuser. In der Natur kommen sie in Vogelnestern, Bienenstöcken, Wespennestern und im Mulm von Laubbäumen vor. 

## Lebensweise
Die Käfer und Larven ernähren sich von verschiedensten organischen Stoffen, wie z. B. Wolle, Textilien, Vorräten, tierischen Überresten usw. Sie machen sich innerhalb der Wohnung in erster Linie durch die entstehenden Schäden bemerkbar, da sie selbst eher im Verborgenen wirken. Die Larven sind in erster Linie für die Schäden verantwortlich. In zoologischen Sammlungen können sie ebenfalls Schäden verursachen. Sie eignen sich aber auch gut zur Präparation von Tierskeletten.
Die Larven häuten sich fünfmal, bevor sie sich meist im Holz verpuppen. Die Überwinterung findet als Larve statt. 

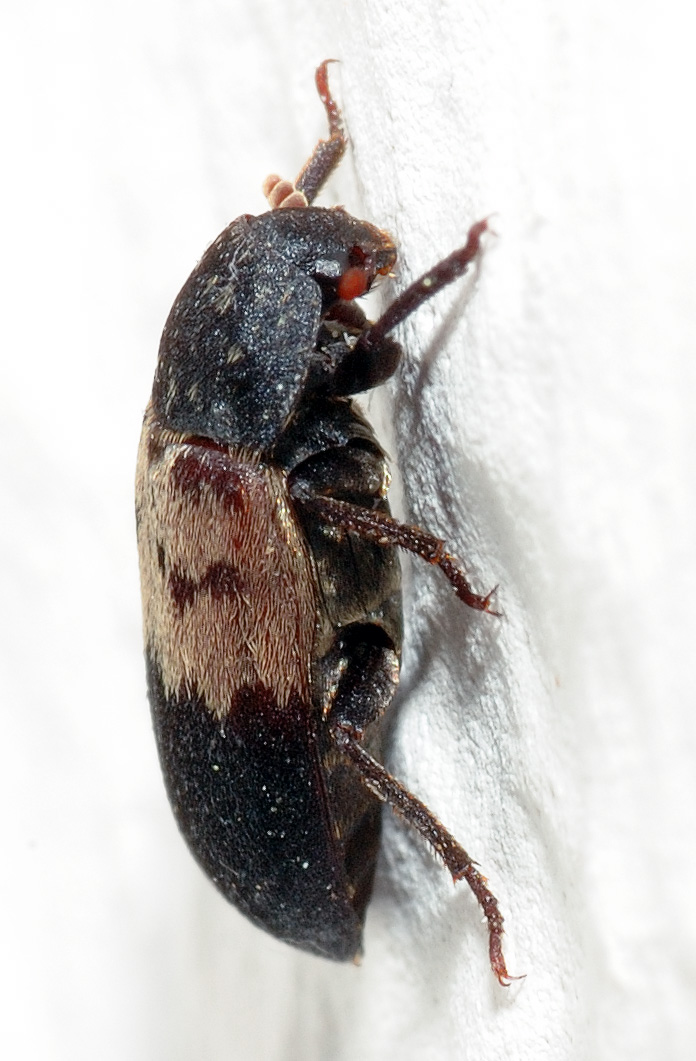
Seitenansicht
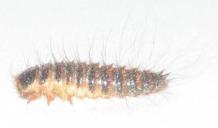
Larve des Gemeinen Speckkäfers